# Shyam Sundar Goswami
Pandit Shyam Sundar Goswami (Bengalí: শ্যাম সুন্দর গোস্বামী), es un cantante de música clásica indio, que ha incursionado también en el ámbito de la música clásica indostánica.
Sus antepasados pertenecía a la dinastía del imperio mongol, además devotos de la música tradicional. Su ancestro llamado Banikantha, fue bendecido por Madan Mohan, por dedicarse a cantar delante de la gente. Se dice que su familia no solo era un gurú religioso del rey Shashanka, aunque solía cantar en la corte del rey. La mayor parte de su familia, solo interpretaba canciones devocionales o religiosos.

## Biografía
Goswami es hijo de Pravupada Dwijendranath Goswami, quien fue un gurú musical y que se dedicaba además de interpretar temas musicales devocionales o religiosos. Por otro lado, su padre también se dedicaba a la escultura aparte de la música. Goswami recibió su primera formación musical de su madre llamada, Srimati Maya Goswami. Más adelante su formación musical lo desarrolló con el Pandit Jadunath Chakraborty y el Gurú Madan Mohan Thakur. Estudió música clásica de la India en la Universidad de Rabindra Bharati, además obtuvo una licenciatura en música clásica indostánica. Más adelante, logró tener éxito el grado de "M. A. jayal". Actualmente también es maestro de khayals, thumris y bhajans.

## Carrera
Goswami no solo ha ofrecido una serie de giras de presentaciones y conciertos por su país India, también por otras partes del mundo. Su voz ha cautivado a la vieja Rajbaris, en templos antiguos, lugares históricos e iglesias. La serenidad de su voz, también ha cautivado por varios países europeos, ofreciendo numerosos conciertos sobre la música clásica. Se presentó en los Festivales de Música más importantes por Francia, Italia, Bélgica y Suiza, también se presentó por Marruecos.